# فرقة إفريقيا 999 الخفيفة (ألمانيا)
لواء أفريقيا 999 هو وحدة للجيش الألماني التي تم إنشاؤها في أكتوبر 1942 كوحدة عسكرية جزائية. تم توسيعها لاحقًا إلى فرقة أفريقيا 999 الخفيفة وبدأت بالانتشار في تونس في أوائل عام 1943. ومع ذلك، تم مقاطعة هذا من خلال استسلام قوات المحور في هذا المسرح. تلك العناصر التي وصلت إلى أفريقيا قبل الانهيار قاتلت كوحدات مستقلة بدلاً من فرقة، وفقدت في الانهيار العام. تم إرسال الباقين إلى اليونان لأداء مهام حامية وإجراء حرب أمنية،  حيث واصلهم عدد من أولئك الذين أجبروا على الخدمة بسبب أنشطتهم المناهضة للنازية، مثل فالك هارناك، الذين فروا وشكلوا اللجنة المناهضة للفاشية من أجل ألمانيا حرة  مع جنود آخرين. خلال المعركة الوحيدة سلم العديد من السجناء السياسيين في الفرقة أنفسهم إلى القوات الأمريكية أو تراجعوا، واستولى الجيش الأمريكي على مواقعهم دون أي قتال عنيف.

## القادة
القادة: 
- أوبرست هاينز كارل فون رينكليف - أكتوبر 1942 إلى 2 فبراير 1943 (تم نقله إلى الجبهة الروسية بعد الاستسلام في ستالينجراد)
- جينيرال لوتنانت Kurt Thomas (general) [kurt thomas (offizier)] - 2 فبراير 1943 إلى 1 أبريل 1943) (كيا 1 أبريل 1943 عندما تم إسقاط طائرته في طريقها إلى تونس. )
- جنرال مايجور إرنست غونتر بادي - 2 أبريل 1943 إلى 13 مايو 1943)

## انظر أيضا

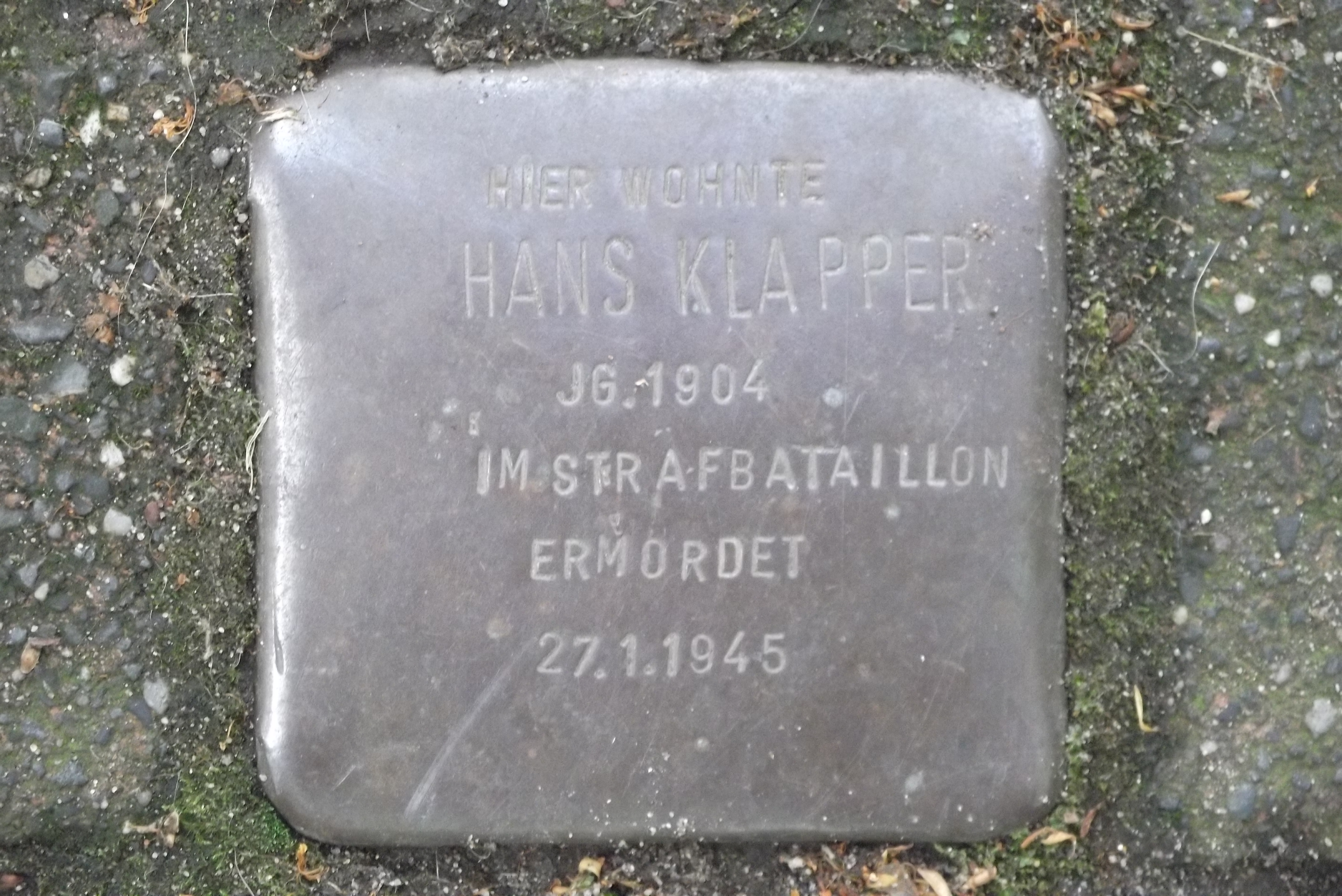